# زرع الخلايا الجذعية المحيطية
زرع الخلايا الجذعية المحيطية ويسمى أيضًا دعم الخلايا الجذعية المحيطية (PBSCT) ‏(بالإنجليزية: peripheral stem cell transplantation)‏، هو طريقة لاستبدال الخلايا الجذعية المكونة للدم التي يتم تدميرها عن طريق علاج السرطان على سبيل المثال، زرع الخلايا الجذعية للدم المحيطي هو الآن إجراء أكثر شيوعًا عن زراعة نخاع العظام التي تكافئه، وهذا يرجع جزئيًا إلى سهولة الإجراء وطبيعته الأقل اجتياحًا. تشير الدراسات إلى أن زرع الخلايا الجذعية المحيطية له نتائج أفضل من حيث عدد الخلايا الجذعية المكونة للدم (خلايا CD34+).
الخلايا الجذعية المكونة للدم الغير ناضجة في الدم الدوراني التي تشبه تلك الموجودة في نخاع العظم والتي جُمعت بفصل مكونات الدم من متبرع (جمع PBSC) ثم يتم إعطاء المنتج عن طريق الوريد للمريض بعد العلاج، ثم تنتقل الخلايا الجذعية المكونة للدم إلى نخاع عظم المتلقي، وهي عملية تعرف باسم توجية الخلايا الجذعية، حيث تتجاوز الخلايا المزروعة النخاع العظمي السابق، وهذا يسمح لنخاع العظم بالتعافي والتكاثر ومواصلة إنتاج خلايا الدم السليمة.
قد يكون الزرع ذاتي (خلايا الدم الخاصة بالفرد التي تم حفظها في وقت سابق)، أو خيفي (خلايا الدم التي تبرع بها شخص آخر له نفس مستضد الكريات البيضاء البشرية HLA)، أو مسانج (خلايا الدم التي تبرع بها توأم متطابق). تستمر عملية فصل الدم بشكل نموذجي لمدة 4-6 ساعات اعتمادًا على إجمالي حجم الدم للمتبرع.

## التحضير قبل جمع الخلايا الجذعية المحيطية

### عامل تحفيز مستعمرات الخلايا المحببة
عامل تحفيز مستعمرات الخلايا المحببة (GCSF) هي بروتينات سكرية تحدث بشكل طبيعي والتي تحفز تكاثر خلايا الدم البيضاء، بينما فيلغراستيم هو شكل اصطناعي من عامل تحفيز مستعمرات الخلايا المحببة ينتج في بكتيريا إشيريشيا كولاي، يتم إعطاء المتبرعين بالخلايا الجذعية المحيطية دورة علاجية من عامل تحفيز مستعمرات الخلايا المحببة قبل جمع الخلايا الجذعية للدم المحيطي، وهذا يضمن نتائج أفضل مع زيادة تكاثر الخلايا الجذعية وبالتالي زيادة عدد الخلايا الجذعية الطرفية في الدورة الدموية. تعطى الدورة عادة على مدى 4 أيام قبل جمع هذه الخلايا. ينتج ألم العظام الخفيف عادة عن كثرة الخلايا الجذعية داخل النخاع العظمي.

## المضاعفات
زرع الخلايا الجذعية الخيفي يتضمن انتقال الدم بين أفراد مختلفين، هذا يجعله يحمل المزيد من المضاعفات أكثرمن زرع الخلايا الجذعية الذاتي. على سبيل المثال يجب إجراء الحسابات لضمان الثبات في كمية إجمالي حجم الدم بين المتبرع والمتلقي. إذا كان حجم الدم الإجمالي للمتبرع أقل من حجم المتلقي (مثل عندما يتبرع الطفل لشخص بالغ) فقد تكون هناك حاجة إلى جلسات زرع الخلايا الجذعية المحيطية متعددة لجمع كافٍ من الخلايا، وقد يؤدي إجراء مجموعة من هذا القبيل في مكان واح إلى مخاطر مثل نقص حجم الدم والذي قد يؤدي إلى السكتة القلبية، وبالتالي يجب توخي مقدمي الرعاية الصحية الحذر والحيطة عند النظر في مطابقة المانح والمتلقي لزرع الخلايا الجذعية الخيفي.

## التاريخ
اُجريَ مثال مبكر لعملية زرع الخلايا الجذعية المحيطية الناجحة في أعقاب حادثة توكيمورا النووية عام 1999 حيث تم علاج واحد من اثنين من الفنيين الذين تلقوا أعلى جرعة من الإشعاع بـالخلايا الجذعية المحيطية في محاولة لاستعادة نظامه المناعي المدمر، أُعطيت الخلايا من نخاع عظم أخت المريض، وفي الأسابيع التالية بدأت بنجاح في الانقسام والتمايز إلى الكريات البيض، ولكن بعد عدة أسابيع تم العثور على الخلايا التي تم تحويرها بواسطة الإشعاع الذي لا يزال موجودًا داخل جسم المريض، وقد لوحظت أنها تحمل استجابات المناعة الذاتية. وجدت الدراسات اللاحقة حول الحادث والاستخدام اللاحق للـخلايا الجذعية الطرفية أن عملية الزرع قد تسببت أيضًا في استحداث بطانات داخل بطانة الأبهر.